# Єловка (Прокоп'євський округ)
Єло́вка (рос. Еловка) — село у складі Прокоп'євського округу Кемеровської області, Росія.

## Населення
Населення — 67 осіб (2010; 102 у 2002).
Національний склад (станом на 2002 рік):
- росіяни — 52 %
- чуваші — 44 %